# Spółgłoska nosowa języczkowa
Spółgłoska nosowa języczkowa – rodzaj dźwięku spółgłoskowego występujący w językach naturalnych. W międzynarodowej transkrypcji fonetycznej IPA oznaczanej symbolem: [ɴ].

## Artykulacja

### Opis
W czasie artykulacji podstawowego wariantu [ɴ]:
- modulowany jest prąd powietrza wydychanego z płuc, czyli jest to spółgłoska płucna egresywna
- Mimo iż dochodzi do zablokowania przepływu powietrza przez tor ustny jamę ustną, podniebienie miękkie jest opuszczone i powietrze uchodzi przez nos – jest to spółgłoska nosowa
- prąd powietrza w jamie ustnej przepływa ponad całym językiem lub przynajmniej powietrze uchodzi wzdłuż środkowej linii języka - jest to spółgłoska środkowa
- tylna część języka dotyka języczka – jest to spółgłoska języczkowa
- wiązadła głosowe periodycznie drgają, spółgłoska ta jest dźwięczna

### Warianty
Opisanej powyżej artykulacji może towarzyszyć dodatkowo:
- wzniesienie środkowej części grzbietu języka w stronę podniebienia twardego, mowa wtedy o spółgłosce zmiękczonej (spalatalizowanej): [ɴʲ]
- przewężenie w gardle, mowa wtedy o spółgłosce faryngalizowanej spółgłosce: [ɴˤ]
- zaokrąglenie warg, mowa wtedy o labializowanej spółgłosce [ɴʷ]

## Przykłady
- w języku japońskim: 日本 [nihoɴ] „Japonia”
- w języku klallam: sqəyáyŋəxʷ [sqə'jajɴəxʷ] „duże drzewo”